# رئا (اسطوره)
رئا (به یونانی: Ῥέα) در اساطیر یونان یکی از تایتان‌ها که به عنوان مادر تمام خدایان شناخته می‌شود. او فرزند الهه زمین گایا و خدای آسمان‌ها اورانوس بود. رئا همسر کرونوس، و مادر دمتر، هادس، هستیا، هرا، پوزئیدون و زئوس است. او با کوبله یکی دیگر از الهه‌های مادر در روم باستان قابل قیاس است. رئا اغلب بین دو شیر یا سوار بر ارابه‌ای که توسط شیرها کشیده می‌شوند توصیف می‌شود.
کرونوس به دلیل ترس از دست دادن سلطنت خود برای بقای سلطنت هر کدام از بچه‌های خود را هنگام تولد می‌بلعید. اما هنگام تولد زئوس، رئا از گایا کمک خواست تا نگذارد کرونوس زئوس را نیز بخورد. رئا سنگ بزرگی را قنداق پیچ کرده و آن را به کرونوس داد. وی نیز که فکر می‌کرد این سنگ بزرگ زئوس است آن را به جای او خورد. رئا نیز از این فرصت استفاده کرده و زئوس را به غاری در جزیره کرت برد و بزرگ کرد.